# USS Merrimack (1855)
USS Merrimack – fregata parowa Marynarki Wojennej Stanów Zjednoczonych.
Pierwsza fregata z serii sześciu okrętów, których budowę rozpoczęto w 1854. Podobnie jak inne okręty, nosi nazwę jednej z amerykańskich rzek – Merrimack. Zwodowana 15 czerwca 1855.
Szkielet kadłuba fregaty został podniesiony po zatonięciu i wykorzystany do budowy pancernika CSS „Virginia”, okrętu Skonfederowanych Stanów Południowych, który brał udział w bitwie w zatoce Hampton Roads, na początku wojny secesyjnej.